# São João Baptista (Porto Novo)
Mondongo es una freguesia caboverdiana del municipio de Porto Novo.

## Geografía
La freguesia abarca parte de la isla de Santo Antão.

## Organización territorial
La freguesia contaba en 2010 con 14 465 habitantes distribuidos en las entidades de población de:

### Ciudad
- Porto Novo

### Localidades
- Água dos Velhos
- Bolona
- Casa do Meio
- Catano
- Chã de Morte
- Cirio
- Curral das Vacas
- João Bento (Ribeira dos Bodes)
- Lagoa de Catano
- Lagoa II
- Lajedo (Ribeira das Patas)
- Lombo das Lanças
- Lombo de Figueira
- Manuel Lopes
- Mato Estreito
- Morro Vento
- Pedra de Jorge
- Pico da Cruz (parcial)
- Ribeira Fria
- Ribeira Torta
- Ribeirão Fundo
- Tabuga
- Tarrafal de Monte Trigo